# Epiphragma chionopezum
Epiphragma chionopezum là một loài ruồi trong họ Limoniidae. Chúng phân bố ở miền Australasia.